# Karl Theodor Weigel
Karl Theodor Weigel (geboren 3. Juni 1892 in Ohrdruf; gestorben 15. Dezember 1953 in Detmold) war ein deutscher Buchhändler, Heimatforscher, Fotograf, SS-Obersturmbannführer und Sinnbildforscher.

## Leben
Karl Theodor Weigel war der Sohn des Sanitätsrates Otto Weigel aus Ohrdruf in Thüringen und begann nach dem Abitur eine Ausbildung zum Architekten an der Baufachschule in Suhl. Frühzeitig wurde sein Interesse für Symbole und Runen geweckt. Er stand schon bald dem Nationalsozialismus aufgeschlossen gegenüber.
In Bad Harzburg wurde er 1930 Zeitungsredakteur. 1934 publizierte er eines seiner Hauptwerke unter dem Titel Lebendige Vorzeit rechts und links der Landstraße. Später übernahm er die Leitung der Hauptstelle für Sinnbildforschung in Horn-Bad Meinberg. An den Externsteinen führte er in regelmäßigen Abständen Gruppen von höheren SS- und Wehrmachtsangehörigen. Die Hauptstelle für Sinnbildforschung wurde 1943 nach Göttingen verlegt und mit der dort befindlichen Zentralstelle für Runenforschung unter Leitung von Wolfgang Krause zusammengeschlossen. Im Zuge dieser Überführung in die Forschungsgemeinschaft Deutsches Ahnenerbe wurde die Institution nach dem Zusammenschluss als Lehr- und Forschungsstelle für Runen- und Sinnbildkunde des SS-Ahnenerbes bezeichnet, wo Weigel als Abteilungsleiter für Sinnbildkunde tätig wurde.
Weigel trat der NSDAP bei (Mitgliedsnummer 587.696) und der SS (Mitgliedsnummer 273.759). Er gehörte zeitweilig dem Persönlichen Stab des SS-Reichsführers an und wurde unmittelbar nach Beginn des Zweiten Weltkrieges am 10. September 1939 zum SS-Obersturmbannführer befördert.
Im April 1945 wurde Weigel in Göttingen verhaftet und zwei Jahre interniert. Er starb am 15. Dezember 1953 als Freier Mitarbeiter der Lippischen Landes-Zeitung in Detmold an einer schweren Krankheit.

## Veröffentlichungen
- Lebendige Vorzeit rechts und links der Landstraße, Berlin 1934; Berlin 1936; Berlin 1942
- Goslar. Alte Wohnbauten und Sinnbilder, Goslar 1935
- Quedlinburg, Heinrichs I. Stadt, Berlin 1936
- Runen und Sinnbilder, Berlin 1937
- Landschaft und Sinnbilder. Eine Betrachtung zur Sinnbildfrage, 1938
- Germanisches Glaubensgut in Runen und Sinnbildern (= Deutsches Volkstum. Eine Schriftenreihe über Deutsche Volkskunde für die Schulungs- und Erziehungsarbeit der NSDAP). München: Hoheneichen-Verlag, München 1939.
- Sinnbilder als germanisches Erbgut. In: Ernst Otto Thiele (Bearb.): Das germanische Erbe in der deutschen Volkskultur. Die Vorträge des 1. Deutschen Volkskundetages zu Braunschweig, Herbst 1938. Hoheneichen-Verlag, München 1939, S. 103–111.
- Sinnbilder in Niedersachsen, Hildesheim 1941
- Ritzzeichnungen in Dreschtennen des Schwarzwaldes, Heidelberg 1942
- Beiträge zur Sinnbildforschung. Metzner, Berlin 1943